# Augustin Savard
Pour les articles homonymes, voir Savard.
Marie-Gabriel-Augustin Savard (né le 21 août 1814 à Paris, où il est mort le 6 juin 1881) est un compositeur et pédagogue français.

## Biographie
Il étudie avec Aimé Leborne et François Bazin. En 1843, il est nommé professeur de solfège au Conservatoire de Paris, puis enseigne l'harmonie à partir de 1866 au sein de l'établissementet cela jusqu'à sa mort.
Parmi ses élèves on trouve Jules Massenet, Cécile Chaminade, Eduard Reuss (1851-1911), Charles Lenepveu et Edward MacDowell.
Il est le père du compositeur Marie-Emmanuel-Augustin Savard.

## Œuvres

### Écrits
- Cours complet d'Harmonie théorique et pratique (1853)[1]
- Principes de la musique et méthode de transposition (1861)[1]

### Compositions
- Kyrie (1860)
- Messe solennelle (1865)